# What's My Age Again?
«What's My Age Again?» es un sencillo de la banda californiana Blink-182. Fue el primer sencillo promocional de su álbum Enema of the State y uno de sus temas más exitosos de su discografía.
Tom DeLonge explicó que el título original de la canción era 'Peter Pan Complex' (Síndrome de Peter Pan) pero el sello no quiso que se le llamara así porque la gente no lo entendería. "Esta era una de las cosas que, a posteriori, nos fastidió porque sentíamos que deberíamos haberla llamado así", reconoce DeLonge.

## Videoclip
El vídeo, dirigido por Marcos Siega, fue la primera aparición del baterista Travis Barker, sustituyendo a Scott Raynor que fue expulsado de la banda por su problema de alcoholismo (O al menos esa es la teoría más aceptada, ni Mark Hoppus ni Tom DeLonge han querido decir específicamente cuál es el motivo de que Scott Raynor haya sido expulsado -o se haya retirado-. Ni siquiera el propio Scott lo ha dicho).
El video de "What's My Age Again?" muestra a los miembros de la banda corriendo desnudos por una transitada ciudad de California, viendo la reacción de la gente. La pornstar Janine Lindemulder aparece en el videoclip y en la portada y contraportada del disco. Tuvo un gran éxito en los canales de videos musicales.

Las escenas donde se ven nuestros traseros, cuando corríamos por la calle, eran en realidad las únicas escenas de desnudos reales. Llevábamos Speedos color piel en la mayor parte de las escenas. Mientras corríamos me di cuenta de lo poco atractivo que son los genitales masculinos, por todo lo que cuelga y tal. Yo no me avergüenzo fácilmente, pero lo estaba.
Mark Hoppus de Blink 182

## Listado de canciones
Todas las canciones escritas y compuestas por Blink-182. 
| What's My Age Again? US Single CD #1 |        |          |  |
| N.º                                  | Título | Duración |  |

| What's My Age Again? US Single CD #2 |                                     |          |  |
| N.º                                  | Título                              | Duración |  |
| 1.                                   | «What's My Age Again?» (Radio edit) | 2:28     |  |
| 2.                                   | «Josie» (Live in LA)                | 3:52     |  |
| 3.                                   | «Aliens Exist» (Live in LA)         | 3:43     |  |

| What's My Age Again? European Single |                         |          |  |
| N.º                                  | Título                  | Duración |  |
| 1.                                   | «What's My Age Again?»  | 2:28     |  |
| 2.                                   | «All the Small Things»  | 2:48     |  |
| 3.                                   | «Untitled» (Live in LA) | 3:07     |  |
| 4.                                   | «Josie» (Live in LA)    | 3:52     |  |
| 5.                                   | «DVD Interview»         |          |  |

| What's My Age Again? Italian Promo 12" Vinyl |                        |          |  |
| N.º                                          | Título                 | Duración |  |
| 1.                                           | «What's My Age Again?» | 2:28     |  |
| 2.                                           | «Josie» (Radio edit)   | 3:19     |  |
| 3.                                           | «Pathetic» (Live)      |          |  |
| 4.                                           | «Dammit» (Live)        |          |  |